# Nicole Anderson
Nicole Gale Anderson (Rochester (Indiana), 29 augustus 1990) is een Amerikaans actrice.
Ze had reeds hoofdrollen in meerdere televisieseries waaronder de rol van Macy Misa in Jonas L.A., Dana in Sunday! Sunday! Sunday!, Kelly Parker in Make It or Break It en Lucy Martin in Buckle Up. In 2008 had ze een hoofdrol in de televisiefilm Princess, in 2010 in de film Accused at 17 als Bianca Werner en in 2011 in de opvolger van de film Mean Girls, Mean Girls 2 als Hope Plotkin. Gastrollen had ze daarnaast in afleveringen van Unfabulous, Zoey 101, Hannah Montana, Pretty Little liars en iCarly.

## Filmografie
- Unfabulous (2005)
- Nobody (2007)
- Zoey 101 (2007)
- Hannah Montana (2007)
- iCarly (2007)
- Princess (2008)
- Sunday! Sunday! Sunday! (2008)
- Jonas L.A. (2009)
- Accused at 17 (2009)
- Mean Girls 2 (2011)
- Lukewarm (2012)
- Red Line (2013)

## Televisieseries
- Make It or Break It (2009-2012)
- Beauty and the Beast (2012)
- Ravenswood(2012)